# Royaume-Uni de Portugal, du Brésil et des Algarves
1815 – 1822 / 1825
Entités précédentes :
- Royaume de Portugal
- Vice-royauté du Brésil

Entités suivantes :
- Royaume de Portugal
- Empire du Brésil

Le Royaume-Uni de Portugal, du Brésil et des Algarves (en portugais Reino Unido de Portugal, Brasil e Algarves) est une entité politique ayant existé de 1815 à 1822.
Cet État transcontinental repose sur une union personnelle de trois entités monarchiques, sous l'égide de la maison de Bragance, :
1. le royaume de Portugal, comprenant toutes ses possessions coloniales africaines et asiatiques ;
2. le royaume des Algarves, monarchie traditionnellement distincte du Portugal, mais de facto partie intégrante de ce dernier ;
3. le royaume du Brésil (en), jusqu'alors colonie portugaise.

Le Royaume-Uni de Portugal, du Brésil et des Algarves naît en 1815 à la suite du transfert de la cour portugaise au Brésil lors de l'invasion du Portugal par les troupes napoléoniennes, et est dissout en 1822 lorsque le Brésil proclame son indépendance. Il faut toutefois attendre 1825 pour que le Portugal reconnaisse l'indépendance de l'empire du Brésil et enterre définitivement l'idée d'une union transatlantique entre Lisbonne et Rio de Janeiro.

## Histoire des relations entre les royaumes de Portugal et du Brésil

### Contexte
En 1807, devant le refus d'adhérer au blocus continental contre le Royaume-Uni, les troupes françaises de Napoléon Bonaparte envahissent le Portugal, traditionnel allié de Londres. Incapable de résister à cette attaque, le prince-régent Jean (le futur roi Jean VI de Portugal), qui gouvernait depuis 1792 au nom de sa mère, la reine Marie Ire, ordonne le transfert au Brésil, qui est alors la plus riche et la plus développée des colonies lusitaniennes, de la famille royale, de la cour royale et du gouvernement portugais avant d'être renversé par l'armée d'invasion.
En janvier 1808, le prince et la cour arrivent à Salvador, où il signe un règlement commercial qui ouvre le commerce entre le Brésil et les pays amis (Angleterre). Cette loi importante remplace le pacte colonial qui, jusque-là, permettait seulement au Brésil de maintenir des relations commerciales directes avec le Portugal. En mars 1808, la cour déménage à Rio de Janeiro amenant une série de transformations politiques, économiques et sociales qui aboutissent à la décision du régent Jean de Portugal de faire du pays un royaume associé à son ancienne métropole en 1815.

### La mise en place du royaume du Brésil au sein de l'empire colonial portugais
En 1815, lors du Congrès de Vienne, le prince Jean crée le Royaume-Uni de Portugal, du Brésil et des Algarves (Reino Unido de Portugal, Brasil e Algarves), élevant le Brésil au rang de royaume égal au Portugal. En 1816, avec la mort de la reine Marie, le prince-régent Jean a été acclamé roi de Portugal à Rio de Janeiro sous le nom de Jean VI.
Parmi les mesures importantes prises par le prince Jean dans ses dernières années au Brésil figurent des incitations au développement du commerce et l'industrie, l'autorisation d'impression de journaux et de livres, la création de deux écoles de médecine, les écoles militaires et la première banque du Brésil (Banco do Brasil). À Rio de Janeiro, il crée également une fabrique de poudre, un jardin botanique, une école d'art (Escola Nacional de Belas Artes) et un opéra (Teatro São João). Toutes ces mesures font progresser considérablement l'indépendance du Brésil et rendent inévitable la séparation politique entre les deux pays. Ainsi, le Brésil portugais voit s'accroître son indépendance administrative et des représentants brésiliens ont été élus, en 1820, aux Cortes générales et extraordinaires de la nation portugaise (Cortes Gerais e Extraordinárias da Nação Portuguesa), chargées d'établir une monarchie parlementaire.

### La révolution libérale portugaise
En raison de l'absence du roi et de la nouvelle indépendance économique du Brésil, le Portugal connut une grave crise politique. En effet, en 1820, une révolution libérale éclata au Portugal et la famille royale fut bientôt contrainte de rentrer à Lisbonne. Avant de partir, le souverain nomma cependant son fils aîné, le prince héritier Pierre, régent du Brésil (1821). Fidèle à son père, le prince voit sa politique compliquée par la volonté des Cortes portugaises de ramener le Brésil à son ancien statut de colonie. Les forces armées portugaises, commandées par Jorge Avilez, tentèrent alors de faire du régent un simple fantoche mais Pierre parvint à réprimer leur soulèvement (5 juin 1821).
Plus tard, lorsque les Cortes décidèrent de dissoudre le gouvernement, incarné par José Bonifácio de Andrada e Silva, et intimèrent au prince héritier Pierre l'ordre de rentrer au Portugal, celui-ci, influencé par le conseil municipal (Senado da Câmara) de Rio de Janeiro, refusa et répondit « je reste » lors du célèbre Dia do Fico (9 janvier 1822). Le Brésil était désormais en rupture ouverte avec le Portugal. Le 7 septembre 1822, le prince lance le « cri d'Ipiranga » et proclame officiellement l'indépendance du Brésil. Quelque temps après, le prince est proclamé empereur sous le nom de Pierre Ier et le pays prend le nom d'empire du Brésil, mettant fin à 322 années de domination coloniale du Portugal sur le Brésil, malgré le maintien de liens dynastiques voire d'union personnelle.